# تفاعل ضوئي

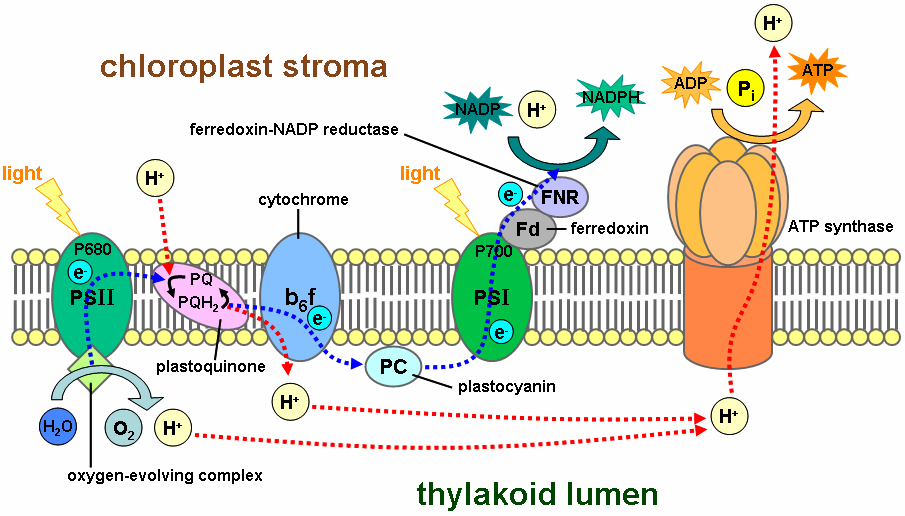

التفاعلات المبنية على الضوء، أو التفاعلات الضوئية، هي المرحلة الأولى من التمثيل الضوئي، وهي العملية التي يلتقط فيها النبات ويخزن الطاقة من أشعة الشمس. ففي هذه العملية، يتم تحويل الطاقة الضوئية إلى طاقة كيميائية في شكل جزيئات حاملة للطاقة من مادة ثلاثي فوسفات الأدينوسين (بالإنجليزية: ATP)‏ أو فوسفات نيكوتيناميد أدينين ثنائي النوكليوتيد (بالإنجليزية: NADPH)‏.
وفي التفاعلات غير المبنية على الضوء، يعمل الإيه تي بي (ATP) والإن إيه دي بي إتش (ثنائي نوكليوتيد الأدنين وأميد النيكوتين) على تحويل ثنائي أكسيد الكربون إلى مركبات عضوية مفيدة مثل الجلوكوز.